# ماديسون رييس

ماديسون رييس هي ممثلة ومغنية أمريكية ولدت في 25 يونيو 2004.

## روابط خارجية
- ماديسون رييس على موقع IMDb (الإنجليزية)
- ماديسون رييس على موقع قاعدة بيانات الفيلم (الإنجليزية)